# Manuel Domènech Miró
Manuel Domènech Miró (Reus, 12 de desembre de 1925 - Madrid, 13 de febrer de 2018) va ser un advocat català.
Fill del metge Joan Domènech Mas i germà del també metge Joan Domènech Miró, després dels seus primers estudis a Reus, va cursar Dret a la Universitat de Barcelona. Al llicenciar-se es va domiciliar a Madrid, i va ser professor a la Universitat Central. Va ser un dels fundadors del Cercle Català de Madrid, entitat de la que en va ser secretari el 1961. El 1950 va ser nomenat vocal de la Federació Espanyola d'Hoquei, convertida el 1954 en Federació Espanyola de Patinatge, de la qual va ser president del comitè de competició. Va ser vicepresident de la Federació Internacional de Patinatge del 1976 al 1978 i va presidir la Federació Espanyola de Patinatge entre el 1984 i el 1992. Va ser membre de mèrit del Comitè Olímpic Espanyol, i soci d'honor del Reus Deportiu. Manuel Domènech estava en possessió de la medalla de plata al mèrit esportiu del Consejo Superior de Deportes i la medalla al mèrit esportiu del Reus Deportiu.
Va publicar una breu història del Club Reus Deportiu: Club Gimnástico Reus Deportivo: 1923-1942 : veinte años de rivalidad futbolística. Reus: Gráficas Arturo Rabassa, 1943, i articles de divulgació espòrtiva a la Revista del Centro de Lectura en la postguerra.